# Thorkild Jacobsen
Thorkild Peter Rudolph Jacobsen (* 7. Juni 1904 in Kopenhagen; † 2. Mai 1993 in Bradford, New Hampshire, USA) war ein dänischer Vorderasiatischer Archäologe und Sumerologe.

## Leben und Karriere
Thorkild Jacobsen studierte zunächst Semitistik und Assyriologie an der Universität Kopenhagen. Seine wichtigsten akademischen Lehrer waren Otto Emil Ravn und Svend Aage Pallis. Später ging er an die University of Chicago. In Kopenhagen machte er 1927 seinen Master of Arts, in Chicago 1929 seinen Ph.D. Auf Einladung von Edward Chieras nahm Jacobsen von 1929 bis 1937 an der Irak-Expedition des Oriental Institute der University of Chicago teil. Hier nahm er an Ausgrabungen in Dur Šarrukin (Khorsabad), Tell Asmar, Ḫafāǧī und Jerwan teil. Es folgte eine schnelle Karriere am Chicagoer Oriental Institute: 1937 wurde er Instructor, 1942 Assistant Professor, 1947 Associate Professor und 1946 Professor of Social Institutiones. Von 1946 bis 1950 war er Direktor des Instituts, 1948 bis 1951 Dekan der geisteswissenschaftlichen Fakultät. Als Direktor sorgte er für die Berufung von deutschen Wissenschaftlern an das Institut, die als jüdische Forscher verfolgt wurden. Dazu gehörten Personen wie Benno Landsberger, Hans Gustav Güterbock und Adolf Leo Oppenheim. Zwischen 1955 und 1959 gab Jacobsen das Chicago Assyrian Dictionary heraus. Hier war er maßgeblich an der Entwicklung neuer Ansätze beteiligt, die das Wörterbuch nach dem Zweiten Weltkrieg auf ein neues Niveau brachten. 1962/63 war er zunächst Gastprofessor, anschließend von 1963 bis 1974 Professor für Assyriologie in Harvard. 1962 wurde er in die American Philosophical Society, 1965 in die American Academy of Arts and Sciences und 1977 in die British Academy gewählt. Für 1968 wurde ihm ein Guggenheim-Stipendium zuerkannt. 1993 war er Präsident der American Oriental Society. Gastprofessuren führten Jacobsen an die Hebräische Universität Jerusalem, die Columbia University in New York City, die University of California in Los Angeles (UCLA), die University of Michigan in Ann Arbor, die Universität London sowie das St John’s College der University of Oxford. Als Gastprofessor an der UCLA half er 1974 beim Aufbau des Faches an der Universität.
Neben Samuel Noah Kramer und Adam Falkenstein gilt Jacobsen als zentrale Figur bei der Rekonstruktion der Sumerischen Grammatik, Literatur und Geschichte. Mit seinen grundlegenden Forschungen zu angenommenen rassistisch bedingten Konflikten zwischen Sumerern und Semiten, den frühen politischen Institutionen sowie zu Fragen der Bewässerung und daraus resultierender Probleme wies er dem Fach neue Wege. Nicht weniger einflussreich waren Jacobsens Forschungen zu Themengebieten wie Kosmologie, Mythologie und Religion. Er edierte die Standardausgabe der Sumerischen Königsliste ebenso wie poetische Texte in Übersetzungen. Zudem gilt er als einer der Pioniere der archäologischen Oberflächensurveys, die es ermöglichten, die Geschichte ganzer Regionen auch ohne Ausgrabungen zu rekonstruieren. Gerühmt wird Jacobsens Fähigkeit, den Sinngehalt sumerischer Texte zu erfassen, die sich in der Form zum Teil stark von modernen Texten unterscheiden. Dabei profitierte er stark von seinem landeskundlichen Wissen über den Irak. Er galt als brillanter Geist, tiefschürfender und systematischer Denker.

## Publikationen
- The Sumerian King List (= Assyriological Studies. 11, ISSN 0066-9903). University of Chicago Press, Chicago IL 1939, (Digitalisat).
- mit Henri Frankfort, Henriette A. Frankfort, John A. Wilson, William A. Irwin: The Intellectual Adventure of Ancient Man. An Essay of Speculative Thought in the Ancient Near East. The University of Chicago Press, Chicago IL 1946.
- Toward the Image of Tammuz and Other Essays on Mesopotamian History and Culture (= Harvard Semitic Series. 21). Harvard University Press, Cambridge MA 1970, ISBN 0-674-89810-9, doi:10.4159/harvard.9780674334731.
- The Treasures of Darkness. A History of Mesopotamian Religion. Yale University Press, New Haven CT u. a. 1976, ISBN 0-300-01844-4, JSTOR.
- The Harps that Once … Sumerian Poetry in Translation. Yale University Press, New Haven CT u. a. 1987, ISBN 0-300-03906-9, JSTOR.

## Einzelnachweis und Anmerkung
1. ↑  Member History: Thorkild Jacobsen. American Philosophical Society, abgerufen am 11. Oktober 2018.
2. ↑  Deceased Fellows. British Academy, abgerufen am 13. Juni 2020.
3. ↑  Thorkild Jacobsen, was professor of Assyriology at Harvard (The Boston Globe. Boston, 6. Mai 1993)

| Personendaten    | Personendaten                                         |
| ---------------- | ----------------------------------------------------- |
| NAME             | Jacobsen, Thorkild                                    |
| ALTERNATIVNAMEN  | Jacobsen, Thorkild Peter Rudolph (vollständiger Name) |
| KURZBESCHREIBUNG | dänischer Vorderasiatischer Archäologe und Sumerologe |
| GEBURTSDATUM     | 7. Juni 1904                                          |
| GEBURTSORT       | Kopenhagen                                            |
| STERBEDATUM      | 2. Mai 1993                                           |
| STERBEORT        | Bradford                                              |